# Ciro Marcial Roza
Ciro Marcial Roza (Blumenau, 20 de agosto de 1946) é um político brasileiro.

## Carreira
Foi eleito três vezes a prefeito de Brusque e três vezes a deputado estadual e primeiro presidente do Brusque Futebol Clube.
Na primeira eleição para prefeito, em 1988, concorreu pelo Partido Democrático Trabalhista (PDT), tendo como vice Heraldo João dos Santos, do Partido da Social Democracia Brasileira (PSDB), obtendo um total de 10.547 votos.
Em 2000 elegeu-se pelo Partido da Frente Liberal (PFL), com 23.098 votos, tendo Dagomar Antônio Carneiro como vice. Ainda no PFL, e tendo novamente Dagomar Antônio Carneiro como vice, reelegeu-se em 2004, com 31.552 votos.
Foi deputado à Assembleia Legislativa de Santa Catarina na 13ª legislatura (1995 — 1999), na 14ª legislatura (1999 — 2003) e na 17ª legislatura (2011 — 2014).